# Glun
Glun település Franciaországban, Ardèche megyében. Lakosainak száma 686 fő (2022. január 1.). Glun Châteaubourg, Mauves, Plats, Saint-Romain-de-Lerps és La Roche-de-Glun községekkel határos.

## Népesség
A település népességének változása:
| Lakosok száma | 266  | 322  | 395  | 652  | 696  | 692  | 696  | 693  | 693  | 686  |
|               | 1968 | 1982 | 1990 | 2006 | 2013 | 2015 | 2017 | 2019 | 2020 | 2022 |